# Mete Gazoz
Mete Gazoz   (Istanbul, Turquia, 8 de juny de 1999) és un arquer turc, especialitzat en el Tir amb arc. Ha participat en tres Olímpiades, guanyant la medalla d'or en la prova individual dels Jocs Olímpics de Tòquio 2020 i la medalla de bronze en la prova per equips dels Jocs Olímpics de París 2024. La medalla individual va suposar la primera medalla en la història de Turquia en la competició de Tir amb arc. A part, ha guanyat 3 medalles (1 d'or) en els Campionats del Món i 4 medalles (1 d'or) en els Campionats d'Europa. El 6 d'agost de 2023 es convertia en el primer tirador amb arc turc en guanyar una medalla d'or al Campionat del Món, que es va celebrar a Berlín.

## Trajectòria professional
| Jocs Olímpics      | Jocs Olímpics    | Jocs Olímpics | Jocs Olímpics |
| Any                | Seu              | Posició       | Prova         |
| ------------------ | ---------------- | ------------- | ------------- |
| 2016               | Rio de Janeiro   | 17a posició   | Individual    |
| 2020               | Tòquio           | 1             | Individual    |
| 2020               | Tòquio           | 4a posició    | Equip mixt    |
| 2024               | París            | 7a posició    | Individual    |
| 2024               | París            | 3             | Equip masculí |
| 2024               | París            | 9a posició    | Equip mixt    |
| Campionat del Món  |                  |               |               |
| 2015               | Copenhaguen      | 1a ronda      | Individual    |
| 2015               | Copenhaguen      | 40a posició   | Equip masculí |
| 2015               | Copenhaguen      | 28a posició   | Equip mixt    |
| 2017               | Ciutat de Mèxic  | 2a ronda      | Individual    |
| 2017               | Ciutat de Mèxic  | 21a posició   | Equip masculí |
| 2017               | Ciutat de Mèxic  | 17a posició   | Equip mixt    |
| 2019               | 's-Hertogenbosch | 2a ronda      | Individual    |
| 2019               | 's-Hertogenbosch | 2a ronda      | Equip masculí |
| 2019               | 's-Hertogenbosch | 1/4 de final  | Equip mixt    |
| 2021               | Yankton          | 4a posició    | Individual    |
| 2021               | Yankton          | 2a ronda      | Equip masculí |
| 2021               | Yankton          | 3             | Equip mixt    |
| 2023               | Berlín           | 1             | Individual    |
| 2023               | Berlín           | 2             | Equip masculí |
| 2023               | Berlín           | 1/8 de final  | Equip mixt    |
| Campionat d'Europa |                  |               |               |
| 2016               | Nottingham       | 2             | Individual    |
| 2016               | Nottingham       | 1/4 de final  | Equip masculí |
| 2016               | Nottingham       | 4a posició    | Equip Mixt    |
| 2018               | Legnica          | 1/4 de final  | Individual    |
| 2018               | Legnica          | 1/4 de final  | Equip masculí |
| 2018               | Legnica          | 4a posició    | Equip Mixt    |
| 2021               | Antalya          | 1/8 de final  | Individual    |
| 2021               | Antalya          | 1/4 de final  | Equip masculí |
| 2021               | Antalya          | 4a posició    | Equip Mixt    |
| 2022               | Múnic            | 3             | Individual    |
| 2022               | Múnic            | 1/4 de final  | Equip masculí |
| 2022               | Múnic            | 1/8 de final  | Equip Mixt    |
| 2024               | Essen            | 1             | Individual    |
| 2024               | Essen            | 3             | Equip masculí |
| 2024               | Essen            | 4a posició    | Equips mixt   |